# غوستاف بروك
غوستاف بروك (بالإنجليزية: Gustav Brock)‏ هو فنان ورسام أمريكي، ولد في 1881 في كوبنهاغن في الدنمارك، وتوفي في 1945.

## وصلات خارجية
- غوستاف بروك على موقع IMDb (الإنجليزية)